# The Honeydrippers
The Honeydrippers – angielski zespół rockowy założony w 1981 przez byłego wokalistę Led Zeppelin, Roberta Planta w celu zaspokojenia jego potrzeby zespołu rockowego z mocnymi podstawami rhythmandbluesowymi. Oprócz Planta, w zespole znalazł się jego kolega z Led Zeppelin Jimmy Page, Jeff Beck oraz inni przyjaciele i muzycy studyjni. Wydali tylko jedno EP w 1984, zatytułowane The Honeydrippers: Volume One.
The Honeydrippers osiągnęli hit Top Ten, którym był cover utworu Phila Phillipsa Sea of Love, oraz hit Top 30 Rockin' At Midnight. W związku z sukcesem EP Plant zapowiedział wydanie pełnego albumu, jednak nigdy do tego nie doszło. Zespół wystąpił 15 grudnia 1984 w Saturday Night Live grając Rockin' At Midnight i Santa Claus Is Back In Town. Zespołowi pomogli Brian Setzer na gitarze i Paul Shaffer na pianinie.
23 grudnia 2006 Robert Plant wystąpił na imprezie charytatywnej w ratuszu Kiedderminster jako "The Return of the Honeydrippers" aby zebrać pieniądze dla swojej chorej sąsiadki Jackie Jennings. Po występie Planta na Montreux Jazz Festival w 2006 na cześć Ahmeta Ertegüna, rozmawiali oni na temat wydania nowego albumu Honeydrippers. Po śmierci Ertegüna, Plant stwierdził, że w tej chwili jest to mało prawdopodobne.

## Skład
- Robert Plant – wokal
- Jimmy Page – gitara
- Jeff Beck – gitara
- Robbie Blunt – gitara
- Andy Sylvester – gitara
- Jim Hickman – gitara basowa
- Kevin O'Neil – perkusja
- Ricky Cool – Harmonijka ustna
- Keith Evans – saksofon
- Paul Shaffer – keyboard
- Nile Rodgers

## Dyskografia
- The Honeydrippers: Volume One (12 listopada 1984, Es Paranza Records)

1. I Get A Thrill (Rudy Toombs) – 2:39
2. Sea of Love (George Khoury, Philip Baptiste) – 3:03
3. I Got A Woman (Ray Charles, Richard) – 2:58
4. Young Boy Blues (Doc Pomus, Phil Spector) – 3:30
5. Rockin' At Midnight (Roy Brown) – 5:57